# Гросензеебах
Гросензеебах (нім. Großenseebach) — громада в Німеччині, розташована в землі Баварія. Підпорядковується адміністративному округу Середня Франконія. Входить до складу району Ерланген-Гехштадт. Складова частина об'єднання громад Гесдорф.
Площа — 7,21 км2. Населення становить 2463 ос. (станом на 31 грудня 2020).